# Байладіла
Байладіла (англ. The Bailadila iron ore range) — залізорудний пояс в Індії (штат Мадхья-Прадеш, дістрикт Бастар). Розвідка почалася в 1958 року. Розробляється з 1967 року.

## Характеристика
Містить 14 родов. високоякісних (понад 63% Fe) гематитових руд. Розташований в горах на висоті 1200—1250 м. Розвідка почалася в 1958. Розробляється з 1967 р. Рудні тіла пов'язані з двома паралельними грядами меридіонального напрямку, які приурочені до синкліналей в породах протерозою. Розміри рудних тіл: довжина 900—1500 м, ширина 200—500 м. Потужність 30-60(150) м. Багаті руди пов'язані з породами серії Байладілу (нижній протерозой), за походженням належать до залишкових багатих руд, пов'язаних із залізистими кварцитами. Корінні рудні тіла покриті латеритовими рудами. У низах рудоносної товщі розвинені дрібні рудні тіла, складені магнетитом і мартитом. Потужність рудоносного пласта 300—400 м. Запаси кондиційних (63-67% Fe) руд оцінюються по 14 родовищам в 1,3 млрд т; ресурси багатих гематитових руд перевищують 3 млрд т.

## Технологія розробки
Розробляється відкритим способом.